# Ramiro Garay
Ramiro Nicolás Garay (Castelli, Provincia de Buenos Aires, Argentina; 6 de marzo de 1997) es un futbolista argentina. Juega de volante y su equipo actual es Argentino de Quilmes de la Primera B.

## Carrera

### Aldosivi
Surgió de la escuela de Fútbol Guillermo Augusto del Club Deportivo de Castelli de la Liga Dolorense.
Su debut en Aldosivi fue el 24 de febrero de 2016, por la jornada 4 de la Primera División, frente a Estudiantes, donde reemplazó a Franco Canever. Ese partido terminó 1-2 con victoria pincharrata. También jugó otro partido en ese campeonato, en la jornada 16 frente a Tigre, sustituyendo a Nicolás Castro. Otro partido perdido, esta vez 2-0.

### Círculo Deportivo
En 2020, luego de dos lesiones que lo marginaron de las canchas, Garay se convirtió en refuerzo de Círculo Deportivo, del Torneo Federal A. Debutó en el Papero el 4 de diciembre en el empate a 0 contra Sol de Mayo. Garay ingresó a los 28 minutos del segundo tiempo por Joaquín Romea.

## Estadísticas

### Clubes
- Actualizado hasta el 4 de junio de 2022.

| Aldosivi Argentina | 1.ª                 | 2016                | 2  | 0 | 0 | 0 | - | - | 2  | 0 | 0,00 |
| Aldosivi Argentina | 1.ª                 | 2016-17             | 2  | 0 | 0 | 0 | - | - | 2  | 0 | 0,00 |
| Aldosivi Argentina | 2.ª                 | 2017-18             | 0  | 0 | 0 | 0 | - | - | 0  | 0 | 0,00 |
| Aldosivi Argentina | 1.ª                 | 2018-19             | 0  | 0 | 0 | 0 | - | - | 0  | 0 | 0,00 |
| Aldosivi Argentina | 1.ª                 | 2019-20             | 0  | 0 | 0 | 0 | - | - | 0  | 0 | 0,00 |
| Aldosivi Argentina | Total club          | Total club          | 4  | 0 | 0 | 0 | - | - | 4  | 0 | 0,00 |
| Círculo Deportivo Argentina | 3.ª                 | 2020                | 2  | 0 | - | - | - | - | 2  | 0 | 0,00 |
| Círculo Deportivo Argentina | 3.ª                 | 2021                | 22 | 0 | - | - | - | - | 22 | 0 | 0,00 |
| Círculo Deportivo Argentina | Total club          | Total club          | 24 | 0 | - | - | - | - | 24 | 0 | 0,00 |
| Argentino de Quilmes Argentina | 3.ª                 | 2022                | 13 | 1 | - | - | - | - | 13 | 1 | 0,07 |
| Argentino de Quilmes Argentina | Total club          | Total club          | 13 | 1 | - | - | - | - | 13 | 1 | 0,07 |
| Total en su carrera | Total en su carrera | Total en su carrera | 41 | 1 | 0 | 0 | - | - | 41 | 1 | 0,02 |
| (1) Las copas nacionales se refiere a la Copa Argentina y a la Copa de la Superliga Argentina. (2) Las copas internacionales se refiere a la Copa Libertadores y a la Copa Sudamericana. (3) Media de goles por encuentro. No incluye goles en partidos amistosos. |                     |                     |    |   |   |   |   |   |    |   |      |